# Pere Sirvent Oliver
Pere Sirvent i Oliver (Reus, 4 d'octubre de 1826 - Barcelona, 4 de març de 1887) va ser un empresari, comerciant i escriptor català.

## Biografia
Era fill de Josep Sirvent i de Paula Oliver. El seu pare era un teixidor benestant, cosa que li va donar facilitats per estudiar. Pere Sirvent va convertir-se en un destacat comerciant de drogueria que rebia directament carregaments marítims dels productes de les províncies d'ultramar. Va ser delegat per les zones de Reus i Falset de la companyia d'assegurances «La Catalana». Interessat per la cultura, va ser un dels joves promotors de la societat Centre de Lectura de Reus, a la qual va ajudar econòmicament uns anys. Va ser també secretari de la comissió reusenca del ferrocarril que inicialment havia d'unir Reus amb Madrid, coneguda com a Línia Reus-Casp. Va ser promotor i vocal-secretari de la junta de bombers quan es va instaurar a Reus el cos municipal. Va ocupar càrrecs diversos a la societat El Círcol, que agrupava la burgesia enriquida reusenca. El Diario de Reus diu que va escriure i publicar el 1870 una obra teatral: La perla del Natzaret, que per altra banda no ha arribat fins avui.
Es va casar amb Isabel Casellas Ferrer (Reus 1835 - Barcelona, 1892). Pere Sirvent va morir al domicili del carrer de les Corts de Barcelona el març de 1887.